# Copa Panamericana Bajo Techo de Hockey femenino de 2010
La V Copa Panamericana Bajo Techo de Hockey femenino de 2010 se celebró en Barquisimeto (Venezuela) entre el 9 al 15 de agosto  de 2010.
El sistema de competición consistió en dos grupos de cuatro equipos cada uno que se enfrentaron todos contra todos. Los dos mejores equipos clasificaron a semifinales y los dos peores jugaron por el quinto y el séptimo puesto. Los ganadores de las semifinales avanzaron a la final y los perdedores al partido por el tercer puesto.
Argentina se coronó campeón nuevamente tras ganarle a Uruguay por penales australianos después de empatar 0-0 en el tiempo reglamentario. Estados Unidos se llevó la medalla de bronce tras ganarle a Trinidad y Tobago 2-1

## Grupos
| Grupo A           | Grupo B        |
| ----------------- | -------------- |
| Canadá            | Argentina      |
| Perú              | Chile          |
| Trinidad y Tobago | Estados Unidos |
| Uruguay           | Venezuela      |

## Primera fase

### Grupo A
| Equipo            | J | G | E | P | GF | GC | DG  | PTS |
| ----------------- | - | - | - | - | -- | -- | --- | --- |
| Uruguay           | 3 | 3 | 0 | 0 | 19 | 4  | +15 | 9   |
| Trinidad y Tobago | 3 | 2 | 0 | 1 | 10 | 9  | +1  | 6   |
| Canadá            | 3 | 1 | 0 | 2 | 9  | 8  | +1  | 3   |
| Perú              | 3 | 0 | 0 | 3 | 1  | 18 | -17 | 0   |

- Resultados

| Fecha | Hora¹ | Partido           | Partido | Partido           | Resultado |
| ----- | ----- | ----------------- | ------- | ----------------- | --------- |
| 09.08 | 10:05 | Canadá            | -       | Perú              | 4-0       |
| 09.08 | 13:20 | Trinidad y Tobago | -       | Uruguay           | 1-6       |
| 11.08 | 10:00 | Perú              | -       | Uruguay           | 1-10      |
| 11.08 | 14:20 | Trinidad y Tobago | -       | Canadá            | 5-3       |
| 13.08 | 9:00  | Canadá            | -       | Uruguay           | 2-3       |
| 13.08 | 12:15 | Perú              | -       | Trinidad y Tobago | 0-4       |

### Grupo B
| Equipo         | J | G | E | P | GF | GC | DG  | PTS |
| -------------- | - | - | - | - | -- | -- | --- | --- |
| Argentina      | 3 | 3 | 0 | 0 | 17 | 0  | +17 | 9   |
| Estados Unidos | 3 | 2 | 0 | 1 | 14 | 2  | +12 | 6   |
| Venezuela      | 3 | 0 | 1 | 2 | 2  | 12 | -10 | 1   |
| Chile          | 3 | 0 | 1 | 2 | 2  | 21 | -19 | 1   |

- Resultados

| Fecha | Hora¹ | Partido        | Partido | Partido        | Resultado |
| ----- | ----- | -------------- | ------- | -------------- | --------- |
| 09.08 | 12:15 | Argentina      | -       | Chile          | 10-0      |
| 09.08 | 15:30 | Estados Unidos | -       | Venezuela      | 5-0       |
| 11.08 | 12:10 | Chile          | -       | Venezuela      | 2-2       |
| 11.08 | 15:25 | Estados Unidos | -       | Argentina      | 0-2       |
| 13.08 | 11:10 | Chile          | -       | Estados Unidos | 0-9       |
| 13.08 | 15:30 | Argentina      | -       | Venezuela      | 5-0       |

### 7 Puesto
| Fecha | Hora¹ | Partido | Partido | Partido | Resultado |
| ----- | ----- | ------- | ------- | ------- | --------- |
| 14.08 | 10:15 | Perú    | -       | Chile   | 4-5       |

### 5 Puesto
| Fecha | Hora¹ | Partido | Partido | Partido   | Resultado |
| ----- | ----- | ------- | ------- | --------- | --------- |
| 14.08 | 17:45 | Canadá  | -       | Venezuela | 3-0       |

## Segunda fase

### Semifinales
| Fecha | Hora¹ | Partido   | Partido | Partido           | Resultado |
| ----- | ----- | --------- | ------- | ----------------- | --------- |
| 14.08 | 12:45 | Uruguay   | -       | Estados Unidos    | 3-2       |
| 14.08 | 15:15 | Argentina | -       | Trinidad y Tobago | 4-2       |

### 3 Puesto
| Fecha | Hora¹ | Partido        | Partido | Partido           | Resultado |
| ----- | ----- | -------------- | ------- | ----------------- | --------- |
| 15.08 | 9:00  | Estados Unidos | -       | Trinidad y Tobago | 2-1       |

### Final
| Fecha | Hora¹ | Partido | Partido | Partido   | Resultado    |
| ----- | ----- | ------- | ------- | --------- | ------------ |
| 15.08 | 11:30 | Uruguay | -       | Argentina | 0-0 (0-1 PS) |

| Campeón del Campeonato Panamericano Bajo Techo 2010 |
| --------------------------------------------------- |
| Argentina Segundo Título                            |

### Clasificación general
1. Argentina
2. Uruguay
3. Estados Unidos
4. Trinidad y Tobago
5. Canadá
6. Venezuela
7. Chile
8. Perú